# 烟酸苯酯
烟酸苯酯是一种有机化合物，化学式为C12H9NO2。它可由烟酸和氯化亚砜反应，在真空浓缩后，在三乙胺的存在下再和苯酚在四氢呋喃中反应制得。甲酸苯酯和3-溴吡啶在碱存在下、钯化合物催化下反应，也能得到烟酸苯酯。它和氨硼烷在一种钴配合物的催化下反应，可以得到1,4-二氢-3-吡啶甲酸苯酯。